# La battaglia dei lupi
La battaglia dei lupi (The Wolves of the North) è un romanzo di Harry Sidebottom del 2012, uscito in Italia nel 2014. È il quinto capitolo della saga Il guerriero di Roma, che ha per protagonista il generale romano Ballista.

## Trama
263 a.C. Nel nord dell'Impero le tribù dei barbari sono sempre più audaci nelle loro incursioni e attaccano con una ferocia che Roma non ha mai conosciuto prima. La scelta dell'uomo incaricato di combattere e sconfiggere il nemico non può che cadere su Balista, barbaro lui stesso, cresciuto tra i Romani, educato alla corte imperiale, diventato un generale di provato valore, esperto nelle strategie d'assedio e ormai divenuto un vero eroe di Roma. Questa volta, Balista dovrà affrontare gli Eruli, i temibili e brutali "Lupi del Nord", per cercare di guadagnare la loro alleanza e arginare i Goti. Durante il viaggio, però, il generale e i suoi uomini si accorgono che qualcuno li sta facendo fuori a uno a uno, senza lasciare alcuna traccia o indizio, ma solo una scia di corpi mutilati e un'aura di terrore, e credono che qualcosa di soprannaturale si stia accanendo con furia sui romani. Balista è lontano da casa, in una terra straniera, tra popolazioni potenzialmente ostili, ma forse la minaccia più grande proviene da chi gli è più vicino...

## Personaggi
- Marco Clodio Balista: generale romano e protagonista di tutta la saga, stavolta deve difendere il nord della parte orientale dell'impero dalle orde barbariche.
- Gallieno: Imperator di Roma fin dal terzo libro.

## Edizioni
- Harry Sidebottom, La battaglia dei lupi, traduzione di Rosa Prencipe, Roma, Newton Compton Editori, 2014,  p. 385, ISBN 978-88-541-6034-7.